# 服部半蔵 (ワールドヒーローズ)
服部 半蔵（はっとり はんぞう）は、ADKの対戦型格闘ゲーム『ワールドヒーローズ』シリーズに登場する架空の人物であるが、実在したとされる人物をキャラクター化している。
『ワールドヒーローズPERFECT』では「服部半蔵」、それ以外の作品では「ハンゾウ」と表記される。

## 概要
戦国時代(1581年)の伊賀忍者軍団の頭目。服部半蔵がモチーフ。
古典的な「ござる」口調で話す。性格は生真面目で、己を過信せず、さらに強くなるために日々修行に励み続けている。
風魔忍軍の若頭・フウマとはライバル同士である。彼とはゲーム中のグラフィックや動作に共通している部分が多いが、性格は正反対である（この設定は『ストリートファイター』シリーズのリュウとケンに類似する）。
『ワールドヒーローズ2』から登場したリョウコには思いを寄せられている。
ADKの版権を引き継いだSNKプレイモアの作品『ネオジオバトルコロシアム』（以下『NBC』）にもフウマ共々登場。また、SNK時代には『餓狼伝説スペシャル』でもゲスト出演が考えられていたが、当時は別の会社の作品ということもありお蔵入りとなった。
『NBC』では『サムライスピリッツ』の覇王丸から同名の服部半蔵と間違えられる。

## 技の解説

### 必殺技
烈光斬（れっこうざん）
小太刀（秘刀マサムネ）を抜き放ち、手裏剣型の飛び道具を飛ばす。
大武流烈光斬（ダブルれっこうざん）
『2JET』までは「ダブル烈光斬」表記で、「烈光斬」を二発同時に飛ばすことによりスライディング等では潜り抜けることが出来ない飛び道具。
『PERFECT』以降は「大武流烈光斬」表記で「烈光斬」を二連続で飛ばす。『NBC』ではパワーゲージを消費する必要がある。
光龍破（こうりゅうは）
身体中の気をマサムネに凝縮して一気に放つ伊賀流忍術最高奥義。光る龍のような気を纏い、垂直飛びしつつ錐揉みアッパーを繰り出す対空技。『PERFECT』ではHEROゲージMAX時に出すと強化され、ヒット数が増える。
忍法光輪渦斬（にんぽうこうりんかざん）
小太刀を両手に身体を広げて、全身を手裏剣の様に回転させて突進する。
忍者レッグラリアート（にんじゃレッグラリアート） / 疾風燕落とし（しっぷうつばくろおとし）
名前通りのレッグラリアート。初代『ワールドヒーローズ』では通常技だったが、『2』から必殺技になる。『PERFECT』でのみ「疾風燕落とし」の名前になっている。『NBC』では強で出すと斜め上に上りながら三段蹴りを決める。
微塵隠れの術（みじんがくれのじゅつ）
『2JET』で追加された移動技。一瞬で姿を消して別の場所に現れる。なお、同じADKのゲーム『ニンジャコマンドー』に「微塵隠れ」という似た名前の技を使うキャラクターがいるが、そちらは全くの別物。

### 究極奥義（超必殺技）
伊賀忍法奥義 梵天閃光陣（いがにんぽうおうぎ ぼんてんせんこうじん）
画面端に飛び退くとそこを蹴って飛び込み、何度も相手の前後を往復しながら攻撃する。『NBC』では空中から斜め下に飛び込む仕様に変更。
伊賀忍法奥義 八門断光斬（いがにんぽうおうぎ はちもんだんこうざん）
『NBC』で追加。一旦「烈光斬」を放ち、それが決まるとさらに乱れ撃ち、合計八発の「烈光斬」を決める。
飛龍裂空破（ひりゅうれっくうは）
ゲームボーイ版『2JET』のみの超必殺技。「光龍破」の強化版で、龍のオーラが連続でヒットし、最後に相手を燃やす。

### その他の技
協力奥義 挟撃九字斬陣（きゅうきょくおうぎ きょうげきくじざんじん）
『NBC』でのフウマとのアナザーダブルアサルト。小太刀を抜いて横薙ぎに斬る始動攻撃の後、ハンゾウが「八門断光斬」、フウマが「爆裂究極拳」で同時攻撃する。

## 担当声優
- 高田謙二（『ワールドヒーローズ』シリーズ）
- 藤尾義勝（『ワールドヒーローズパーフェクト』以降、テレホンサービス他）
- 田中哲哉（『ネオジオバトルコロシアム』）
- 置鮎龍太郎（カセットブック『ワールドヒーローズ2JET』）
- 中原茂（『ワールドヒーローズパーフェクト』攻略ビデオ）